# Tarjeta Azul
La Tarjeta Azul de la Unión Europea es un permiso de trabajo regulado por la Directiva 2009/50/CE del Consejo Europeo, de 25 de mayo de 2009, relativa a las condiciones de entrada y residencia de nacionales de terceros países para fines de empleo altamente cualificado. Se trata de una autorización de residencia y trabajo que habilita a los extranjeros titulares de una Tarjeta Azul-UE expedida en un Estado miembro a ejercer un empleo altamente cualificado en otro Estado de la Unión Europea.
El instrumento pretende hacer más atractivo el mercado laboral europeo ampliando y reforzando los derechos de los trabajadores procedentes de terceros países. La tarjeta tiene una validez de tres años, se podrá renovar y complementará a los sistemas nacionales de admisión.

## Historia
El comisario de Justicia y Asuntos Internos de la UE, Franco Frattini, propuso en octubre de 2007 la creación de una «tarjeta azul» de derecho de residencia europea para revertir la tendencia de la emigración calificada. La medida permite a los inmigrantes viajar dentro de la Unión Europea luego de trabajar durante tres años en una de los estados comunitarios. Al respecto, el Parlamento Europeo respaldó el 20 de noviembre de 2008 la introducción de dicha "tarjeta azul".

## Características
Según la Directiva, «empleo altamente cualificado» es el empleo de una persona que en el Estado miembro de que se trate, está protegida como empleado en virtud del Derecho laboral nacional y/o de acuerdo con los usos nacionales, independientemente de su relación jurídica, a efectos del desempeño de un trabajo real y efectivo para otra persona o bajo la dirección de otra persona, recibe una remuneración, y tiene la competencia adecuada y específica requerida, demostrada por una cualificación profesional superior.

## Requisitos para solicitarla
En la actualidad los requisitos para poder solicitar la Tarjeta Azul y tener altas opciones de que esta sea aprobada son los siguientes:
- Un contrato válido o una oferta firme de empleo que tenga una duración mínima de un año y en la que se ofrezca un salario mínimo de 1.5 veces el salario bruto anual medio del país europeo de destino
- Documentos que demuestren las cualificaciones necesarias para el puesto de trabajo
- Un visado
- Póliza de seguro médico y comprobante del mismo

En el momento de su concesión se especificará la duración de dicho permiso, que suele variar entre 1 y 4 años.